# Volvo Ocean Race de 2001-02
A Volvo Ocean Race de 2001-2002 foi a 8° edição da regata de volta ao mundo da Volvo Ocean Race. Foi a primeira com patrocínio da sueca Volvo. Iniciada em 23 de setembro de 2001, em Southampton, Reino Unido, e com término em Junho de 2002, em Kiel, Alemanha. O campeão foi o barco alemão Illbruck Challenge, capitaneados por John Kostecki.

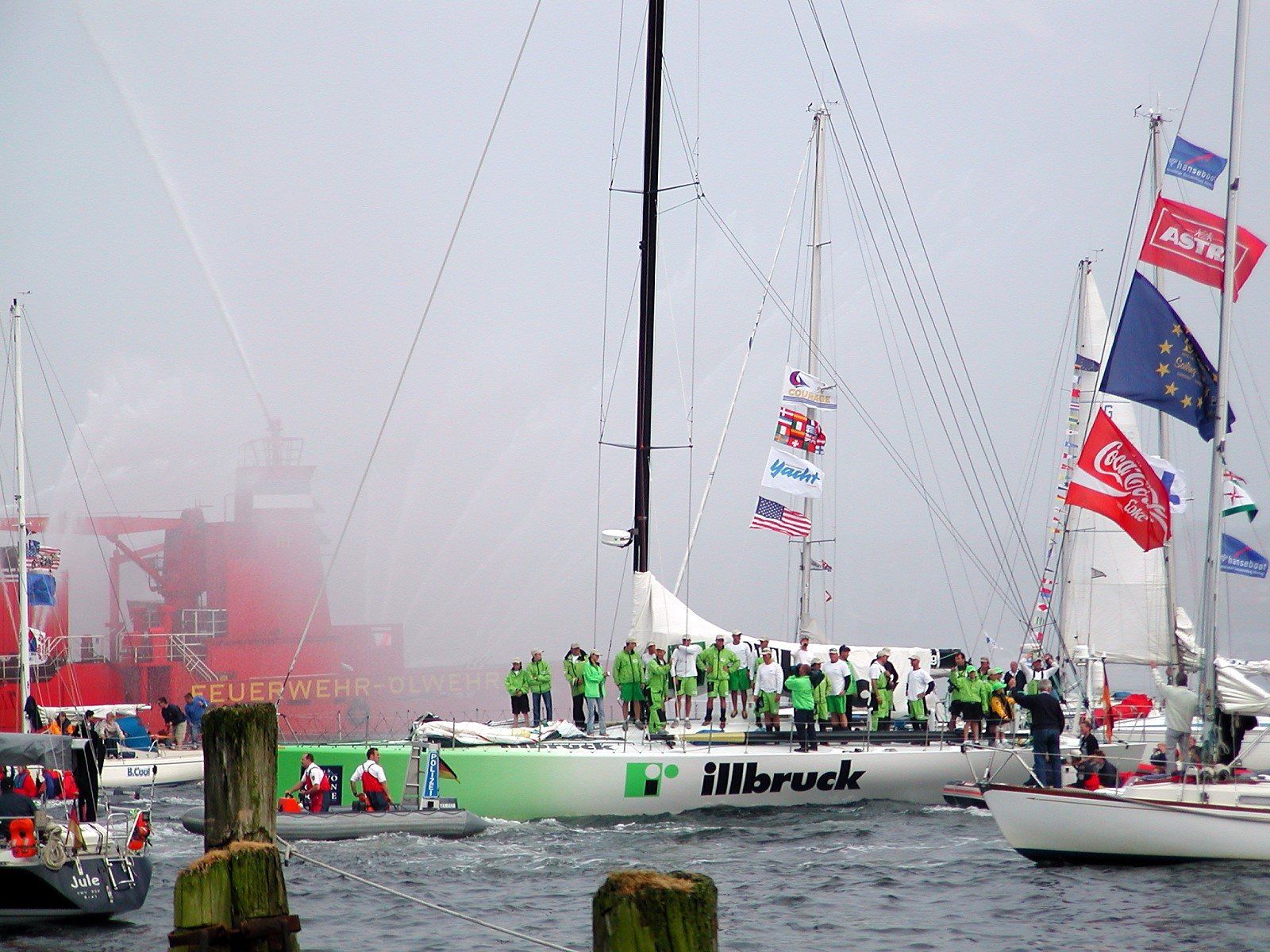
Illbruck Challenge em Kiel

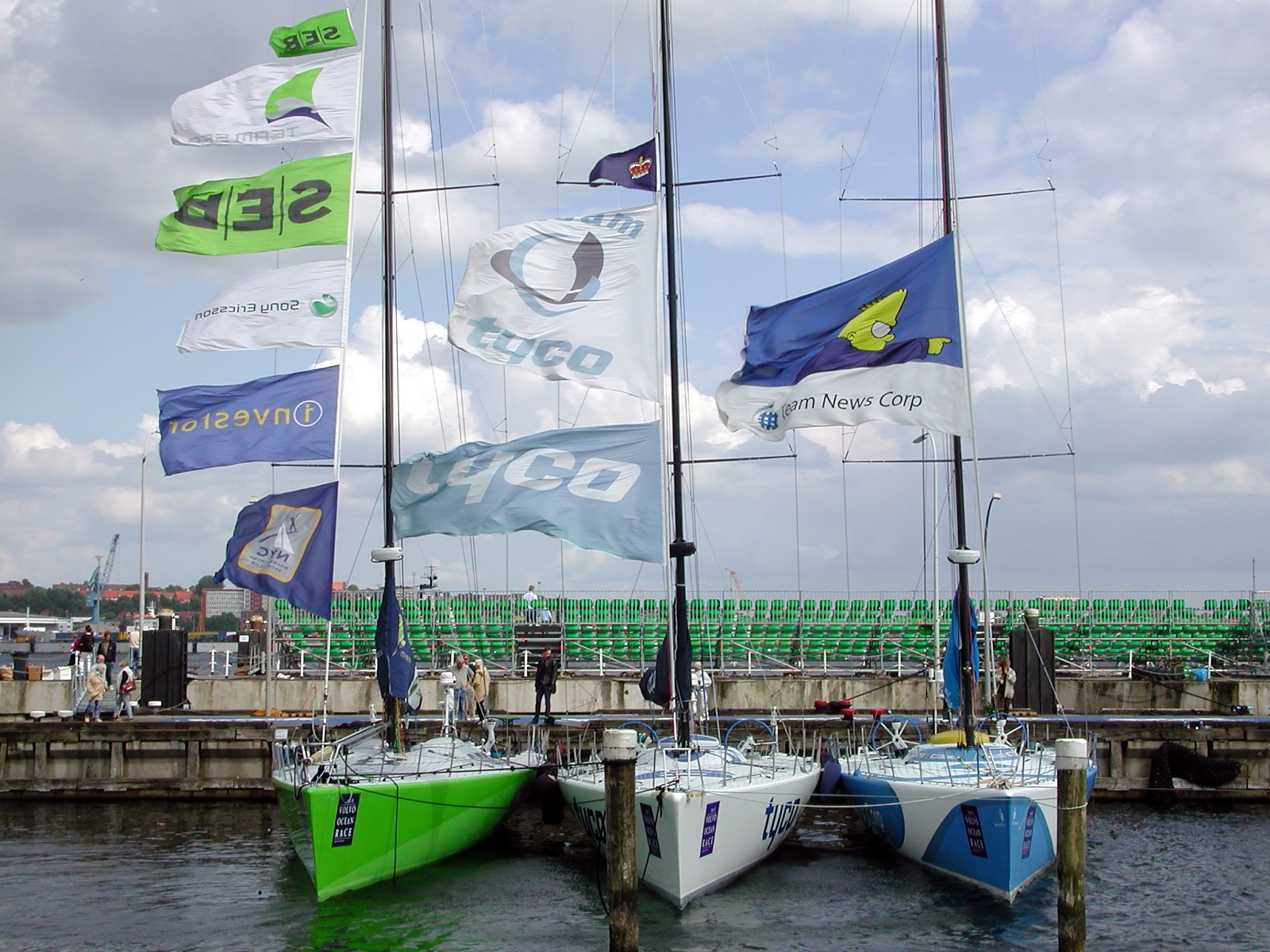
'Team SEB', 'Team Tyco' e 'News Corp' em Kiel

## Modelo
O Modelo de embarcação foi criado para esta edição o Volvo Ocean 70.

## Participantes
Esta Edição contou com oito embarcações.
| Barco              | País                         | Designer          | Construtor | Capitão          |
| ------------------ | ---------------------------- | ----------------- | ---------- | ---------------- |
| Amer Sports One    | Nova Zelândia                | Mani Frers        |            | Grant Dalton     |
| Amer Sports Too    | Estados Unidos · Reino Unido | Farr Yacht Design |            | Lisa McDonald    |
| Assa Abloy         | Suécia                       | Farr Yacht Design |            | Neal McDonald    |
| Djuice Dragons     | Noruega                      | Laurie Davidson   |            | Knut Frostad     |
| Illbruck Challenge | Alemanha                     | Farr Yacht Design |            | John Kostecki    |
| Team News Corp     | Austrália                    | Farr Yacht Design |            | Jez Fanstone     |
| Team SEB           | Suécia                       | Farr Yacht Design |            | Gurra Krantz     |
| Team Tyco          | Estados Unidos               | Farr Yacht Design |            | Kevin Shoebridge |

## Calendário
| Evento   | Data Inicial      | Começo                        | Final                         | Distancia | Campeão            |
| -------- | ----------------- | ----------------------------- | ----------------------------- | --------- | ------------------ |
| Regata 1 | Setembro 23, 2001 | Southampton, Reino Unido      | Cidade do Cabo, África do Sul | 7,350     | Illbruck Challenge |
| Regata 2 | Novembro 11, 2001 | Cidade do Cabo, África do Sul | Sydney, Austrália             | 6,550     | Illbruck Challenge |
| Regata 3 | Dezembro 26, 2001 | Sydney, Austrália             | Auckland, Nova Zelândia       | 2,050     | Assa Abloy         |
| Regata 4 | Janeiro 27, 2002  | Auckland, Nova Zelândia       | Rio de Janeiro, Brasil        | 6,700     | Illbruck Challenge |
| Regata 5 | Março 22, 2002    | Rio de Janeiro, Brasil        | Miami, EUA                    | 4,450     | Assa Abloy         |
| Regata 6 | Abril 14, 2002    | Miami, EUA                    | Baltimore, EUA                | 875       | Team News Corp     |
| Regata 7 | Abril 28, 2002    | Annapolis, USA                | La Rochelle, França           | 3,400     | Illbruck Challenge |
| Regata 8 | Maio 25, 2002     | La Rochelle, França           | Gotemburgo, Suécia            | 1,075     | Assa Abloy         |
| Regata 9 | Junho 8, 2002     | Gotemburgo, Suécia            | Kiel, Alemanha                | 250       | Djuice Dragons     |

## Resultados
| # | Barco              | Total |
| - | ------------------ | ----- |
| 1 | Illbruck Challenge | 61    |
| 2 | Assa Abloy         | 55    |
| 3 | Amer Sports One    | 44    |
| 4 | Team Tyco          | 42    |
| 5 | Team News Corp     | 41    |
| 6 | Djuice Dragons     | 33    |
| 7 | Team SEB           | 32    |
| 7 | Amer Sports Too    | 16    |